# エクスプローラーズ・クラブ
エクスプローラーズ・クラブ（Explorers Club）は、マジェランのガードナー兄弟が率いるアメリカ合衆国のロック・スーパーグループである。ドリーム・シアターのジョン・ペトルーシとジェイムズ・ラブリエ、デレク・シェリニアン（当時はドリーム・シアター）、D. C. クーパー（ロイヤル・ハント）、ドラマーのテリー・ボジオ、ビリー・シーン（UFO、MR. BIG、スティーヴ・ヴァイのベーシスト）、ジェームス・マーフィーが参加した。
ファースト・アルバム『エイジ・オブ・インパクト』は1998年にリリースされ、『レイジング・ザ・マンモス』は2002年にリリースされたが、特にアルバムの音楽構造がだいぶ奇妙であるため、批評家からの評判はやや低めである。

## ディスコグラフィ

### スタジオ・アルバム
- 『エイジ・オブ・インパクト』 - Age Of Impact (1998年)
- 『レイジング・ザ・マンモス』 - Raising the Mammoth (2002年)